# Eutelia subpolychorda
Eutelia subpolychorda är en fjärilsart som beskrevs av Embrik Strand 1917. Eutelia subpolychorda ingår i släktet Eutelia och familjen nattflyn. Inga underarter finns listade i Catalogue of Life.